# So Pure
Singles de Alanis Morissette
Unsent
(1999) That I Would Be Good
(1999)
Clip vidéo
(en) [vidéo] « So Pure (officiel) (réalisation : Alanis Morissette) », sur YouTube
Pistes de Supposed Former Infatuation Junkie
Unsent
(13) Joining You
(15)
So Pure est une chanson écrite et produite par Alanis Morissette et Glen Ballard pour le quatrième album d'Alanis Morissette, Supposed Former Infatuation Junkie (1998). Quatorzième piste de l'album, ce titre fait une sortie internationale en tant que quatrième single le 14 juin 1999.
Une ligne de la chanson, ♫supposed former infatuation junkie, a inspiré le titre de l'album, de la même manière qu'un extrait du single You Learn avait donné le nom à l'album Jagged Little Pill. Un remix format radio spécial est présenté parmi les singles promotionnels américains et n'a été commercialisé en tant que single propre que sur le marché australien. En accompagnement de la sortie du single, un clip musical, un hommage à la danse, sera réalisé par Alanis Morissette.

## Composition
So Pure est un titre composé sur une tonalité en B♭ majeur. Sa signature rythmique repose sur un chiffrage commun de mesure en 
 et progresse à tempo vif avec un mouvement métronomique de 124 pulsations par minute.

## Paroles

### Linguistique du titre
Le titre So Pure (prononcé en anglais : /səʊ pjʊɹ/) pourrait se traduire en français par Si pur.

### Sens général
Cette chanson est consacrée à la danse. Le refrain le confirme sans ambiguïté : ♫Love you when you dance/when you freestyle in trance/so pure such an expression. (« J'adore quand tu danses/donnant libre cours à ta transe/c'est si pur, une telle forme d'expression »)

## Clip musical
Le vidéoclip du single, réalisé par Alanis Morissette, la met en scène avec l'acteur (et petit ami de l'époque) Dash Mihok en tant que couple de danseurs. Les transformations se succèdent tout le long de la chanson où, sans transition, on les voit traverser les époques et les styles de danse, de la salle de bal à la salsa, du swing aux claquettes, du contemporain à la rave. Le clip est filmé sur deux jours à Toronto, au Canada. Les deux chorégraphes responsables des danses du clip, Kevin O'Day et Anne White, ont reçu une nomination aux MTV Video Music  Awards de l'année 2000.

Alanis Morissette à propos de la vidéo : 
« Au cours de la dernière année, je me suis entichée des styles de danse des années 40 en particulier, et cela m'a intriguée de voir l'évolution de cet art au cours des cinq dernières décennies et par l'esprit et les différents types d'attitudes qui les inspirent. Au moment de créer cette vidéo, il ne faisait aucun doute qu'il y aurait de la danse dedans avec des références à différentes époques ! ». 
La vidéo est présentée en première mondiale sur AOL le 25 juin 1999 et faisant d'Alanis Morissette la première artiste d'envergure internationale à se produire sur Internet.

## Disponibilités du titre
| Single CD maxi Canada 1. « So Pure » (version album) – 2:49 2. « I Was Hoping » (acoustic modern rock live) – 4:34 3. « So Pure » (Pure Ecstasy extended mix) – 6:04 4. « So Pure » (acoustic modern rock live) – 2:42 CD promo US 1. « So Pure » (radio friendly remix) – 2:39 2. « So Pure » (Pure Ecstasy mix) – 6:04 3. « So Pure » (version album) – 2:49 CD1 Royaume-Uni 1. « So Pure » (version album) – 2:49 2. « I Was Hoping » (acoustic modern rock live) – 4:34 3. « So Pure » (Pure Ecstasy extended mix) – 6:04 | CD2 Royaume-Uni 1. « So Pure » (version album) – 2:49 2. « Would Not Come » (live) – 4:13 3. « So Pure » (acoustic modern rock live) – 2:42 Single CD maxi Australie 1. « So Pure » (version album) 2. « I Was Hoping » (acoustic modern rock live) 3. « So Pure » (Pure Ecstasy extended mix) 4. « So Pure » (Guido's radio friendly mix) Single CD Japon 1. « So Pure » (version album) 2. « Your House » (BBC/Radio One live) 3. « London » (Bridge School Benefit live) |